# Henri Biard
Henry Charles Amédie de la Faye Biard (Godalming, 1º gennaio 1892 – Charminster, 18 gennaio 1966) è stato un militare e aviatore britannico, vincitore dell'edizione del 1922 della coppa Schneider su velivolo Supermarine Sea Lion II.

## Biografia
Nacque il 1º gennaio 1892 a Godalming, nel Surrey, figlio di Raymond, un francese che lavorava come assistente maestro di scuola per la lingua francese nella vicina Charterhouse. La famiglia, inclusi lui e suo fratello minore, Walter Lucien, vivevano al 2 Claremont Terrace, St Helier, e nel 1906 e nel 1907 entrambi i ragazzi frequentarono brevemente il Victoria College.
La famiglia rientrò poi in Francia, per ritornare in Gran Bretagna nel 1909 dove in quell'anno si appassionò al mondo dell'aviazione dopo aver visto degli aerei alzarsi in volo a Brooklands. Imparò a volare e, dopo aver conseguito il brevetto di pilota n.218, fu poi nominato istruttore di volo da Claude Grahame-White.
In questo periodo fu istituita la Central Flying School (CFS)  presso l'campo d'aviazione di Upavon, sito nel mezzo della pianura di Salisbury, e il 16 aprile 1913, dopo aver ottenuto il brevetto di aviatore, entrò come sottotenente di complemento nel Royal Flying Corps. Mentre prestava servizio nella scuola di Upavon rimase coinvolto in un incidente mentre si trovava a bordo di un aereo come passeggero. Il pilota era Hugh Trenchard. Il 3 giugno 1914 presentò le sue dimissioni dal Royal Flying Corps.
Due mesi dopo si trovava nella fattoria del nonno paterno nel nord della Francia quando scoppiò la prima guerra mondiale, ed assistette al flusso dei rifugiati francesi che camminavano verso ovest con molti dei loro beni sui carri, insieme alla cavalleria tedesca che passò attraverso un villaggio vicino e, pochi giorni dopo, altre truppe di cavalleria nemiche diedero fuoco per rappresaglia a numerose proprietà, tra cui la fattoria del nonno.
Rientrò subito in Inghilterra, venendo assegnato alla Graham-White's Flying School a Hendon, dove rimase per i successivi due anni, addestrando giovani aviatori che presto si sarebbero trovati a combattere in prima linea in Francia e nelle Fiandre. Rientrato in servizio attivo nel Royal Naval Air Service (RNAS) svolse alcune missioni di pattugliamento antisommergibile, nel corso di una delle quali dichiarò di aver attaccato con bombe un sottomarino nemico, e di aver in seguito avvistato alcune chiazze di petrolio. La Navy List datata aprile 1918 lo registra in servizio il 2 dicembre 1917 in qualità di flight officer (temporaneo) nel Royal Naval Air Service (RNAS), presso la British Flying School a Vendôme in Francia.
La London Gazette n. 31416 riportava che il sottotenente H.C. Biard era stato inserito nell'elenco dei congedati il 22 maggio 1919. In competizione con altri 200 piloti presentò domanda per ricoprire una delle sei posizioni di pilota collaudatore presso la Supermarine Aviation Works di Woolston (Southampton), ottenendo il posto. Il lavoro prevedeva il collaudo in volo dei velivoli di nuova concezione e dei velivoli di produzione, distinguendosi tanto da divenire capo pilota collaudatore. Pilotò gli aerei assegnati ai primi servizi commerciali attraverso la Manica da Woolston a Le Havre con la controllata della Supermarine, la British Marine Air Navigation Ltd., ed è stato uno dei primi, se non il primo, a pilotare un volo commerciale verso le Isole del Canale.
Nel 1922 fu selezionato da Hubert Scott-Paine per partecipare, con un velivolo della Supermarine, il Sea Lion II (G-EBAH), all'edizione della Coppa Schneider che si teneva nel golfo di Napoli tra il 10 e il 12 agosto di quell'anno. Vinse quell'edizione percorrendo le 175 miglia del percorso in 1h36'22", volando alla media di 234,51 km/h.
Lavorò presso la Supermarine sino al 1933, quando fu licenziato. Lavorò poi per il Guernsey Meteorology Service, e con lo scoppio della seconda guerra mondiale, nel settembre 1939, rientrò in servizio attivo nella Royal Air Force come pilota da trasporto di stanza a Hendon, ritornando poi a Guernsey dopo la guerra, dove si stabilì. Si spense a Charminster, nel Dorset, il 18 gennaio 1966.

## Pubblicazioni
- Wings, 1934.

### Annotazioni
1. ↑  Poi assorbita dalla Imperial Airways.

### Fonti
1. 1 2 3 4 5 6 7 8 9 10  Greatwarci.
2. ↑  Mancini 1936, p. 89.
3. 1 2 3 4  Greatwarci.
4. 1 2 3 4 5 6  Greatwarci.
5. ↑  Lewis 1970, p. 124.
6. ↑  Lewis 1970, p. 125.